# Kanton Saint-Maixent-l’École-2
Der Kanton Saint-Maixent-l’École-2 war bis 2015 ein französischer Wahlkreis im Arrondissement Niort, im Département Deux-Sèvres und in der Region Poitou-Charentes; sein Hauptort war Saint-Maixent-l’École. Vertreter im Generalrat des Départements war zuletzt von 1992 bis 2015 Léopold Moreau (UMP).
Der Kanton hatte 10.676 Einwohner (Stand: 2006).

## Gemeinden
Der Kanton bestand aus einem Teil der Stadt Saint-Maixent-l'École (angegeben ist hier die Gesamteinwohnerzahl, im Kanton leben etwa 3.200 Einwohner der Stadt) sowie weiteren sieben Gemeinden:
| Gemeinde                      | Einwohner Jahr | Fläche km² | Bevölkerungsdichte | Code INSEE | Postleitzahl |
| ----------------------------- | -------------- | ---------- | ------------------ | ---------- | ------------ |
| Exireuil                      | 1.571 (2013)   | –          | – Einw./km²        | 79114      | 79400        |
| Nanteuil                      | 1.679 (2013)   | –          | – Einw./km²        | 79189      | 79400        |
| Romans                        | 720 (2013)     | –          | – Einw./km²        | 79231      | 79260        |
| Sainte-Eanne                  | 641 (2013)     | –          | – Einw./km²        | 79246      | 79800        |
| Saint-Maixent-l’École         | 6.545 (2013)   | –          | – Einw./km²        | 79270      | 79400        |
| Saint-Martin-de-Saint-Maixent | 1.110 (2013)   | –          | – Einw./km²        | 79276      | 79400        |
| Sainte-Néomaye                | 1.357 (2013)   | –          | – Einw./km²        | 79283      | 79260        |
| Souvigné                      | 884 (2013)     | –          | – Einw./km²        | 79319      | 79800        |